# The Troubadour

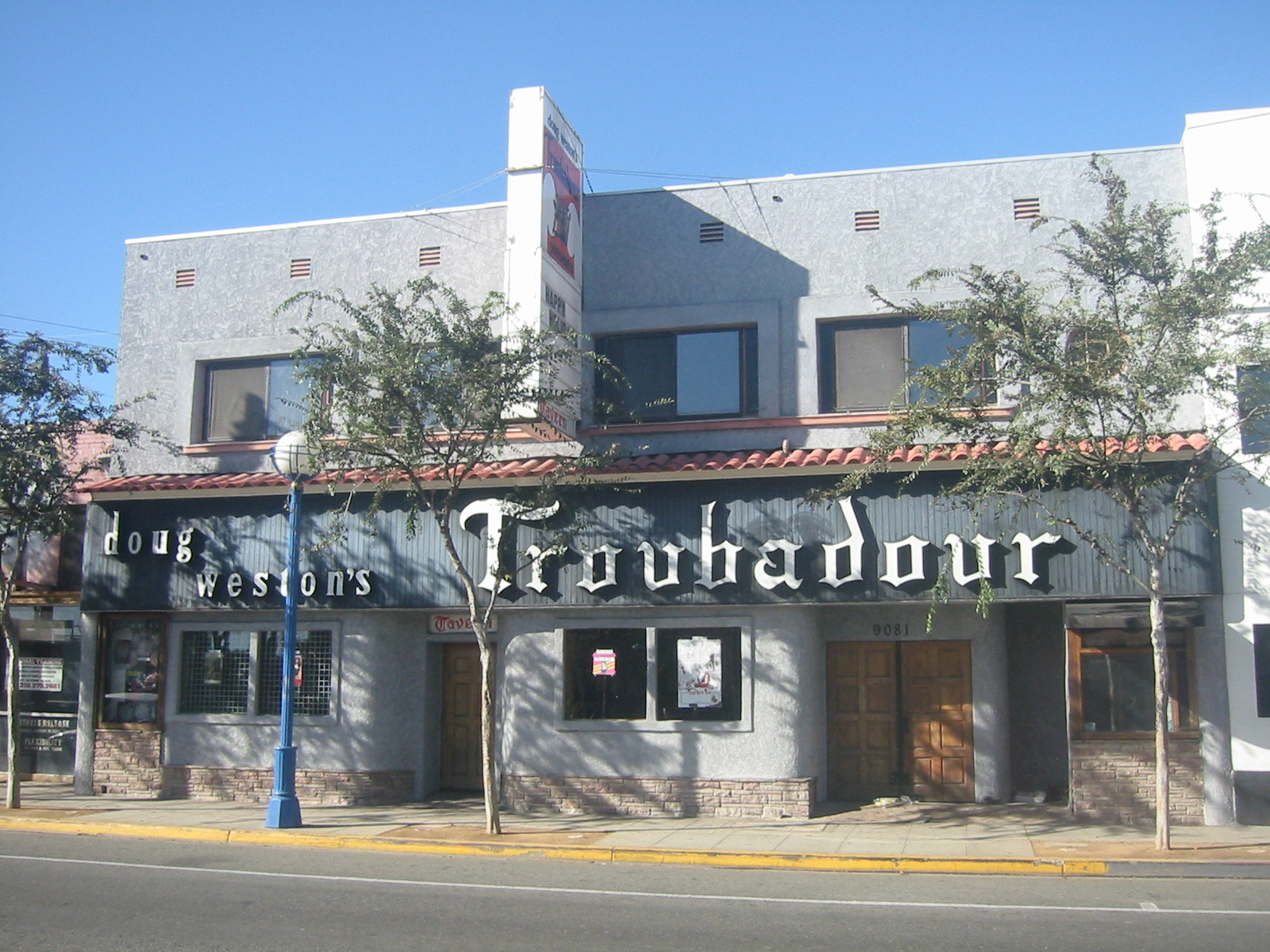
The Troubadour, 2006

The Troubadour ist ein legendärer Nachtclub in West Hollywood, 9081 Santa Monica Boulevard.

## Geschichte
The Troubadour wurde 1957 von Doug Weston (1926–1999) gegründet und etablierte sich bald zu einem der wichtigsten Clubs in Los Angeles.
Seine Blütezeit erlebte er in den 1960er bis 1970er Jahren und war in dieser Zeit der wichtigste Startplatz für junge Talente im Land. Es traten dort zahlreiche Singer-Songwriter und Rockbands auf, darunter Jackson Browne, Neil Diamond, Carole King, Don McLean, Joni Mitchell, Randy Newman, James Taylor und Tom Waits, der dort Anfang der 1970er Jahre im Rahmen von Open-Mic/Hootenanny-Shows auftrat, als auch Komiker wie Richard Pryor und Steve Martin.
Am 25. August 1970 gab der damals noch weitgehend unbekannte Elton John dort sein Debüt in den USA, das ihn schlagartig bekannt machte.
Zu den regelmäßigen Gästen zählten Janis Joplin, John Lennon, Jim Morrison, Jack Nicholson und Barbra Streisand.
Der Niedergang begann, als Doug Weston mehr Profit aus dem Erfolg der dort auftretenden Künstler ziehen wollte. Diese mussten sich plötzlich verpflichten, auch in dem Fall, dass sie später berühmt wurden, in dem Club noch eine Reihe von Auftritten zur ursprünglichen Anfängergage zu veranstalten. Anfangs haben sich die Pop-Künstler diesem Zwang gebeugt, weil der Club eine erwiesene Macht hatte. Am Ende rebellierten einige Bosse der Musikindustrie wie Lou Adler und David Geffen jedoch gegen diese Bedingungen und eröffneten 1973 einen größeren Club auf dem Sunset Boulevard, den sie The Roxy nannten. Dieser war ein sofortiger Erfolg und The Troubador verlor seine Qualitätsbuchungen.
Die Einnahmen brachen so stark ein, dass Weston den Club fast aufgeben musste, bis er Anfang der 1980er Jahre einen Partner, Ed Karayan, annahm. Aus der erfolgreichsten Talentschmiede der Nation war ein grimmiger Heavy-Metal-Schuppen geworden, der von der Musikindustrie ignoriert wurde. Karayan stellte den Club wieder auf finanziell solide Beine, indem er das Pay-to-Play-Konzept übernahm, bei dem noch unbekannte Bands für ihren Auftritt bezahlen müssen.
In dieser Zeit hatten Mötley Crüe und Metallica dort einige ihrer ersten Auftritte und Guns n’ Roses stellten dort 1985 ihr Debütalbum Appetite for Destruction vor. Ein Jahr später trat die Band erneut im Club auf und wurde anschließend von David Geffen, der unter den Zuschauern war, unter Vertrag genommen.
Aber erst Club-Manager Lance Hubp [sic] schaffte es Anfang der 1990er Jahre, allmählich das Vertrauen der Musikindustrie zurückzugewinnen und The Troubadour wieder zu einem beliebten Club bei Künstlern und Fans zu machen. In den 2000er Jahren traten dort u. a. Coldplay, Red Hot Chili Peppers, The Strokes, The White Stripes und Franz Ferdinand auf.
In den 2010er Jahren folgten u. a. Rod Stewart, Depeche Mode, Alicia Keys, The Bangles sowie das Wiedervereinigungskonzert von Guns n' Roses (2016) als Auftakt zu ihrer „Not in this Lifetime“-Welttour.